# 오부 도라마사

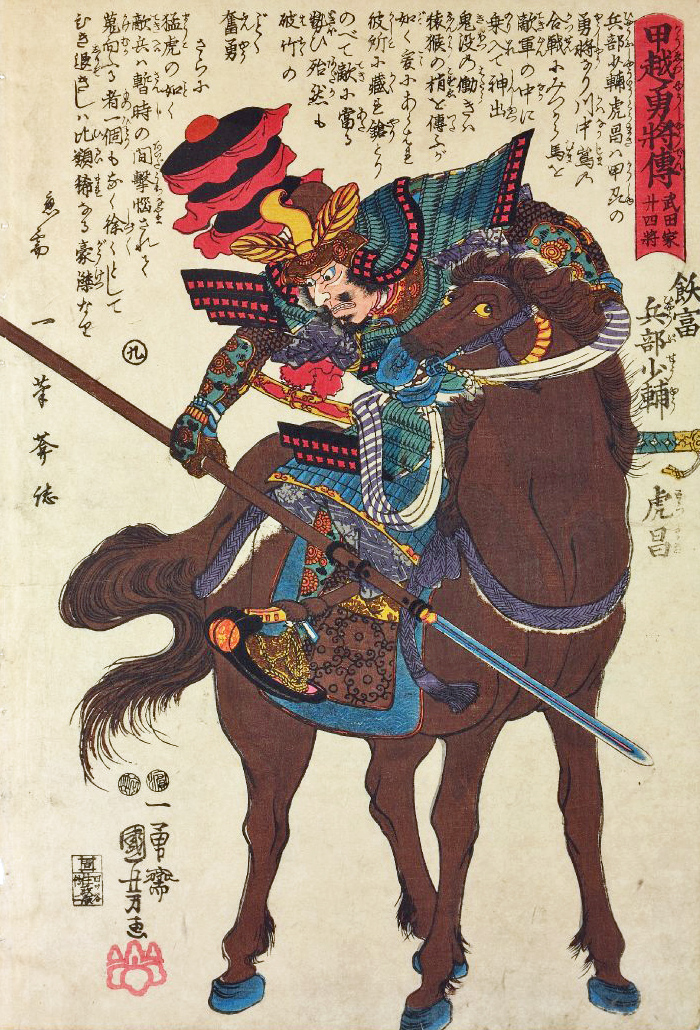
오부 도라마사

오부 도라마사(일본어: 飯富虎昌, 1504년? ~ 1565년 11월 7)의 오부 씨는 가이 겐지(甲斐源氏)의 일족이며 미나모토노 요시이에(源義家)4남, 미나모토노 요시타다(源義忠)의 아들, 오부 다다무네(飯富忠宗)의 후예라고 전해진다. 오부 도라마사는 다케다 노부토라부터 다케다 가문을 후다이 가로슈(譜代家老衆)으로서 섬겼다. 그리고 시나노(信濃) 사쿠 군(佐久郡) 우치야마 성(内山城)을 다스렸다. 또한 오부 도라마사는 다케다 4명신 중 하나로서 전장에서 수많은 공을 세웠다.

## 생애
덴분(天文)10년(1541년) 이타가키 노부카타(板垣信方), 아마리 도라야스(甘利虎泰)와 함께 다케다 노부토라의 장남인 다케다 하루노부를 옹립해 노부토라를 스루가로 추방하였다. 텐분(天文)18년(1548년) 노부카타와 도라야스가 우에다하라 전투에서 전사한 후에 다케다 가문의 중심이 되어 신겐을 지지 하였다. 전투에서도 도라마사는 항상 최전방에 섰으며 텐분(天文)22년(1553년) 우에스기 겐신(上杉謙信)과 무라카미 요시키요(村上義清)의 8000명의 군사가 포진되었을 때 도라마사는 800명의 군사로 우에스기 겐신, 무라카미 요시키요를 격퇴 시킨다. 에이로쿠(永禄)4년(1561년) 제 4차 가와나카지마 전투에서 도라마사는 사이조 산(妻女山)공격의 별동대를 이끌었다.
도라마사는 다케다 가의 장남인 다케다 요시노부(武田義信)의 스승이 되어 군략과 검술을 가르친다.

## 말년
오케하자마 전투 이후 이마가와 요시모토가 죽고 신겐이 이마가와 우지자네를 공격하자 이에 반해 요시노부가 반란을 일으키는데 실패로 돌아가자 도라마사와 요시노부는 이에 대한 모든 책임을 지고 할복하였다. 요시노부 사후 다케다 가문의 가독은 스와고료닌의 적자 스와 가쓰요리가 상속한다.